# Albrecht IV. Rakouský
Albrecht IV. Habsburský, řečený Weltwunder – Div světa (19. září 1377, Vídeň – 14. září 1404, Klosterneuburg) byl rakouský vévoda panující v letech 1395 až 1404.

## Původ
Albrecht IV. byl synem Albrechta III. z rodu Habsburků a jeho druhé choti Beatrix Hohenzollernské. Po otcově smrti převzal vládu v Dolních Rakousích a Kraňsku, musel však čelit útokům ze strany svých habsburských příbuzných z tzv. leopoldinské linie, vládnoucích v ostatních alpských zemích. V roce 1398 podnikl pouť do Jeruzaléma a byl zde na Božím hrobě pasován za rytíře.

## Kontakty s Čechami
V roce 1394 se Albrecht IV. spojil ještě za spoluúčasti Albrechta III. s panskou jednotou v Čechách, jež začala vytvářet koalici namířenou proti králi Václavu IV. Do jejího čela se postavil moravský markrabí Jošt. V létě následujícího roku vyhlásili Habsburkové Václavu IV. válku a slíbili vyslat českým a moravským pánům vojenskou pomoc. Albrecht se kromě toho účastnil pohraničních válek, které od roku 1394 probíhaly téměř ustavičně na česko-rakouském pomezí. Jeho soupeřem byl především mladší moravský markrabí Prokop. V srpnu roku 1402 uzavřel Albrecht IV. a jeho bratranci Vilém a Arnošt smlouvu o politickém spojenectví s uherským králem Zikmundem. Ctižádostivý Lucemburk slíbil opravdu mnoho. Habsburkové se naproti tomu nerozpakovali využít skutečnosti, že potřeboval jejich pomoc. V době, kdy Zikmund nechal zajmout Václava IV. a stal se pánem Čech, se totiž proti němu v zemi vytvořila silná opozice v čele s Joštem a později vzplál i ozbrojený odpor. Za této situace Zikmund, který byl bezdětným vdovcem, postoupil Albrechtu IV. svoje dědické právo na český trůn – předtím ovšem zrušil nástupnictví Joštovo – slíbil Habsburkům Braniborsko a garantoval jim vliv na Václava IV. v říšských záležitostech. Jisté vyhlídky měl Albrecht i na uherskou korunu.
Na podzim roku 1402 přivezl Zikmund zajatého bratra do Vídně, kde zůstal po celý rok, i když podmínky zajetí nebyly příliš tvrdé. Když pak Václav IV. koncem roku 1403 z Vídně uprchl, Zikmund se na své rakouské spojence rozzlobil a přinutil je vytáhnout proti Znojmu. Habsburkové bezúspěšně obléhali město. V jejich ležení vypukla epidemie úplavice a na nákazu zemřel i Albrecht IV. Podle starší verze byl prý při obléhání Znojma otráven a lékař povolaný z Vídně se jej snažil zachránit tehdy oblíbenou metodou – zavěšením za nohy hlavou dolů, aby jed vyšel z těla. Jeho snažení však bylo marné.